# Michael (Sänger)
Michael (* 1978 in Köln) ist ein deutscher Reality-TV-Teilnehmer. Er wurde bekannt durch seine Teilnahme an der 3. Staffel der Fernsehshow Big Brother.

## Leben
Michael beteiligte sich an der 3. Staffel von Big Brother. Zum Zeitpunkt seines Eintritts war er Student. Im Haus spielte er die Rolle eines Aufreißertypen und versuchte an mehrere weibliche Bewohner heranzukommen. Er war vom 27. Januar 2001 bis zum 10. März 2001 im Haus, also insgesamt 42 Tage, dabei überstand er zwei Nominierungen.
Nach seinem Auszug veröffentlichte er die Single Keiner versteht mich, die Platz 69 der deutschen Singlecharts erreichte.

## Diskografie
- 2001: Keiner versteht mich (BMG Ariola Hamburg)